# الرأي العام حول زواج المثليين في الولايات المتحدة

الرأي العام إزاء زواج المثليين في الولايات المتحدة حسب الولاية /المقاطعة/الإقليم
سنة 2022:
غالبية ساحقة تدعم حق المثليين بالزواج — تتراوح النسب من 80% حتى 85%
غالبية عظمى تدعم حق المثليين بالزواج — تتراوح النسب من 70% حتى 79%
غالبية تدعم حق المثليين بالزواج — تتراوح النسب من 60% حتى 69%
غالبية بسيطة تدعم حق المثليين بالزواج — تتراوح النسب من 50% حتى 59%
شريحة كبيرة (ليست بأغلبية) تدعم حق المثليين بالزواج — تتراوح النسب من 49%

بفضل الدعم الإعلامي الضخم في الولايات المتحدة تغيرت نظرة الرأي العام حول زواج المثليين في الولايات المتحدة منذ عام 2000، إذ ارتفعت نسبة الداعمين للاعتراف القانوني بزواج المثليين إلى ما فوق 50% لأول مرة في عام 2011، فيما اقتربت النسبة من 70% في أواخر العقد الثاني من القرن الواحد والعشرين.
ازادت نسبة الداعمين للزواج من نفس الجنس، من عام 1988 وحتى عام 2009، بنسبة 1%  إلى 1.5% سنويًا وتسارع الازدياد السنوي في النسبة بعد ذلك. منذ عام 2016، أيد 13%  من الأمريكيين الذين تتراوح أعمارهم بين 18 و29 عامًا الحق في زواج المثليين. ومنذ عام 2017، أظهرت الغالبية العظمى من سكان في 44 ولاية أمريكية دعمها الزواج المثلي، فيما دعمت الأكثرية (أكثر من 50%) في 4 ولايات أمريكية الزواج المثلي، وعارضت الأكثرية هذا النوع من الزواج في ولاية واحدة فقط، وعارضته الأغلبية العظمى في ولاية واحدة أيضًا.
أظهر المسح الاجتماعي العام لعام 2018 ارتفاعًا سريعًا في أعداد المؤيدين لزواج المثليين بين السكان الأمريكيين، إذ عارضه ما نسبته 22% من السكان فقط.

## نظرة عامة
تغير الرأي العام حول الزواج المثلي في الولايات المتحدة بشكل جذري منذ إجراء استطلاعٍ لرأي الشعب الأمريكي حول هذه القضية لأول مرة في عام 1988. لم تُطرح قضية زواج المثليين للنقاش العام حتى أواخر العقد السادس من القرن العشرين، ولم تصبح قضية سياسية حتى سبعينيات القرن نفسه. وفقًا لاستطلاع إحصائيات موقع 538 لصاحبه نيت سيلفر، تزايدت نسبة المؤيدين للزواج المثلي في الولايات المتحدة بين عام 1988 وشهر أبريل من عام 2009، بنسبة %1 إلى 1.5% سنويًا، وارتفعت النسبة إلى 4% بين شهر أبريل من عام 2009 وشهر أغسطس من عام 2010. أظهر استطلاع أجراه مركز بيو للأبحاث، بين 21 مايو من عام 2008 وحتى 25 مايو من نفس العام، أن غالبية الأمريكيين لا يعارضون زواج المثليين، لأول مرة في التاريخ، إذ انخفضت نسبة المعارضين له إلى 49%. أظهر استطلاع أجرته قناة إيه بي سي نيوز الإخبارية بالاشتراك مع صحيفة واشنطن بوست في الفترة ما بين 21 أبريل من عام 2009 و24 أبريل من نفس العام، لأول مرة أن أكثرية الأمريكيين يؤيدون زواج المثليين بنسبة 49% من المشاركين بالاستطلاع، وأن غالبية الأمريكيين يؤيدون زيجات الأزواج من نفس الجنس الذين دخلوا بصورة قانونية إلى إحدى الولايات، بنسبة 53%. أظهر استطلاع رأي أجرته سي إن إن، بالاشتراك مع مؤسسة أوبينيون ريسيرش، في الفترة ما بين 6 أغسطس من عام 2010 وحتى العاشر من نفس الشهر، لأول مرة، أن غالبية الأمريكيين يؤيدون الزواج المثلي بنسبة 52%، وأظهر استطلاع آخر آجرته شبكة غرينبيرغ كوينلاين روزنر للأبحاث في الفترة ما بين 25 يناير من عام 2015 وحتى 31 يناير من نفس العام، وصول نسبة الأمريكيين المؤيدين للزواج من نفس الجنس إلى 60% لأول مرة.
أظهر الاستطلاع المستمر الذي أجرته مؤسسة غالوب، المعنية بتقديم الاستشارات الإدارية والبحوث الإحصائية، على مدى عقدين من الزمن، نمو دعم زواج المثليين بسرعة قياسية، مع انهيار المعارضة له بنفس السرعة. في عام 1996، كان 68% من الأمريكيين يعارضون الزواج المثلي، ويؤيده 27% منهم فقط، ووصلت نسبة المؤيدين له في عام 2018 إلى 67%، فيما هبطت نسبة المعارضين إلى 31% فقط. اعتبارًا من عام 2018، قال 60% من الأمريكيين أنهم لن يعارضوا قرار زواج أبنائهم من شخص من نفس جنسهم.

## استطلاعات الرأي القومية

### مرحلة ما بعد قضية هودجيس ضد أوبرجفيل
وجد استطلاع أجرته شبكة سي بي إس نيوز الأمريكية في شهر يونيو من عام 2019 أن 67% من الأمريكيين يؤيدون الزواج المثلي، في حين عارضه 28% منهم.
أظهر استطلاع أجرته شركة إبسوس العالمية لأبحاث السوق بالشراكة مع وكالة رويترز العالمية للأنباء، في شهر يونيو من عام 2019 أن 58% من الأمريكيين يؤيدون زواج المثليين، بينما يعارضه 28% منهم.
وجد استطلاع مركز بيو للأبحاث في شهر مايو من عام 2019 أن 61% من الأمريكيين يؤيدون زواج المثليين، بينما يعارضه 31% منهم.
وجد استطلاع أجرته مؤسسة غالوب في شهر مايو من عام 2019 تأييد 63% من الأمريكيين للزواج من نفس الجنس، ومعارضة 36% منهم له. في الوقت الذي يشير فيه هذا الاستطلاع إلى انخفاض نسبة المؤيدين لزواج المثليين مقارنة مع إحصائيات عام 2018 إلا أن درجة قبول زواج المثليين، في هذ التقرير، لا تزال تعتبر مستقرة.
أظهر استطلاع أجرته مؤسسة غالوب في شهر مايو من عام 2018 تأييد 67% من الأمريكيين لزواج المثليين، في الوقت الذي عارضه فيه 31% منهم، وامتنع 2% منهم عن التصويت.
أظهر استطلاع أجرته إن بي سي نيوز في شهر أبريل من عام 2018، تأييد 64% من الأمريكيين للزواج من نفس الجنس، في حين عارضه 33% منهم، وامتنع 3% منهم عن إعطاء رأيهم. أظهر هذا الاستطلاع تغيرًا ملحوظًا في نسبة سكان الولايات الجنوبية المؤيدين للزواج من نفس الجنس، إذ وصلت نسبتهم إلى 55%، وهو ما يمثل تغييرًا تاريخيًا في قبول زواج المثليين بين سكان تلك المناطق الذين كانوا يرفضونه بشكل قاطع قبل ذلك.
وجد استطلاع محلي وعلى صعيد الولاية أجراه المعهد العام لأبحاث الأديان خلال عام 2017، موافقة 61% من الأمريكيين للزواج من نفس الجنس، ومعارضة 30% منهم، ورفض 9% منهم الإدلاء برأيهم. وأظهر الاستطلاع دعم الأغلبية في 44 ولاية للزواج المثلي، ودعم الأكثرية له في 4 ولايات، ومعارضة الأكثرية له في ولاية واحدة فقط، ومعارضة الأغلبية للزواج من نفس الجنس في ولاية واحدة أيضًا.
أظهر استطلاع رأي أجرته إن بي سي نيوز بالشراكة مع صحيفة وول ستريت جورنال في شهر أغسطس من عام 2017 تأييد 60% من الأمريكيين لزواج المثليين، واعتراض 33% عليه، وامتناع 7% منهم عن التصويت.
أظهر استطلاع أجراه مركز بيو للأبحاث في شهر يونيو من عام 2017 تأييد 62% من الأمريكيين لزواج المثليين، ومعارضة 32% منهم له، بينما لم يدلِ 2% منهم برأيهم حول الموضوع. وتميز هذا الاستطلاع بكونه أول استطلاع يجريه مركز بيو للأبحاث ويؤيد فيه أغلب أفراد جيل الطفرة السكانية (المولودين في الفترة بين عامي 1946 و1964) للزواج من نفس الجنس، ولم يعارض فيه أغلب الجمهوريين، والمستقلين ذوي الميول الجمهورية، زواج المثليين.
أظهر استطلاع أجرته مؤسسة غالوب في شهر مايو من عام 2017 تأييد 64% من الأمريكيين للزواج من نفس الجنس، ومعارضة 34% منهم له، بينما لم يدلِ 2% منهم برأيهم حول الموضوع. وكان هذا الاستطلاع أول استطلاع لمؤسسة غالوب يدعم فيه أغلب البروتستانت زواج المثليين.
أظهر استطلاع أجرته مؤسسة غالوب في شهر مايو من عام 2016 تأييد 61% من الأمريكيين لزواج المثليين، ومعارضة 37% منهم له، بينما لم يدلِ 2% منهم برأيهم حول الموضوع. وكان هذا أول استطلاع رأي تجريه مؤسسة غالوب ويؤيد فيه أغلب الأمريكيين الذي تتجاوز أعمارهم الـ 65 عامًا زواج المثليين.

## استطلاعات الرأي على المستوى المحلي

### تبعًا للولاية أو المقاطعة الاتحادية أو الإقليم
| تاريخ/تواريخ الإجراء          | الولاية أو المقاطعة الاتحادية أو الإقليم | يؤيدون تشريع زواج المثليين في ولايتهم | يعارضون تشريع زواج المثليين في ولايتهم | لا يعلمون / رفضوا الإجابة | هامش الخطأ الإحصائي | العينة         | الجهة المُستطلعة             | نوع الاستطلاع                                                |
| ----------------------------- | ---------------------------------------- | ------------------------------------- | -------------------------------------- | ------------------------- | ------------------- | -------------- | --------------------------- | ------------------------------------------------------------ |
| 5 أبريل 2017 – 23 ديسمبر 2017 | ألاباما                                  | 41%                                   | 51%                                    | 8%                        | 0.6%                | 624 شخص بالغ   | المعهد العام لأبحاث الأديان | مقابلات على خطوط الهاتف الأرضي ومقابلات على الهواتف المحمولة |
| 5 أبريل 2017 – 23 ديسمبر 2017 | ألاسكا                                   | 57%                                   | 34%                                    | 9%                        | 0.6%                | 156 شخص بالغ   | المعهد العام لأبحاث الأديان | مقابلات على خطوط الهاتف الأرضي ومقابلات على الهواتف المحمولة |
| 5 أبريل 2017 – 23 ديسمبر 2017 | أريزونا                                  | 63%                                   | 28%                                    | 9%                        | 0.6%                | 792 شخص بالغ   | المعهد العام لأبحاث الأديان | مقابلات على خطوط الهاتف الأرضي ومقابلات على الهواتف المحمولة |
| 5 أبريل 2017 – 23 ديسمبر 2017 | أركنساس                                  | 52%                                   | 38%                                    | 10%                       | 0.6%                | 340 شخص بالغ   | المعهد العام لأبحاث الأديان | مقابلات على خطوط الهاتف الأرضي ومقابلات على الهواتف المحمولة |
| 5 أبريل 2017 – 23 ديسمبر 2017 | كاليفورنيا                               | 66%                                   | 23%                                    | 11%                       | 0.6%                | 3,942 شخص بالغ | المعهد العام لأبحاث الأديان | مقابلات على خطوط الهاتف الأرضي ومقابلات على الهواتف المحمولة |
| 5 أبريل 2017 – 23 ديسمبر 2017 | كولورادو                                 | 71%                                   | 21%                                    | 8%                        | 0.6%                | 631 شخص بالغ   | المعهد العام لأبحاث الأديان | مقابلات على خطوط الهاتف الأرضي ومقابلات على الهواتف المحمولة |
| 5 أبريل 2017 – 23 ديسمبر 2017 | كونيتيكت                                 | 73%                                   | 20%                                    | 7%                        | 0.6%                | 385 شخص بالغ   | المعهد العام لأبحاث الأديان | مقابلات على خطوط الهاتف الأرضي ومقابلات على الهواتف المحمولة |
| 5 أبريل 2017 – 23 ديسمبر 2017 | ديلاوير                                  | 58%                                   | 27%                                    | 15%                       | 0.6%                | 167 شخص بالغ   | المعهد العام لأبحاث الأديان | مقابلات على خطوط الهاتف الأرضي ومقابلات على الهواتف المحمولة |
| 5 أبريل 2017 – 23 ديسمبر 2017 | فلوريدا                                  | 61%                                   | 30%                                    | 9%                        | 0.6%                | 2,495 شخص بالغ | المعهد العام لأبحاث الأديان | مقابلات على خطوط الهاتف الأرضي ومقابلات على الهواتف المحمولة |
| 5 أبريل 2017 – 23 ديسمبر 2017 | جورجيا                                   | 52%                                   | 39%                                    | 9%                        | 0.6%                | 1,186 شخص بالغ | المعهد العام لأبحاث الأديان | مقابلات على خطوط الهاتف الأرضي ومقابلات على الهواتف المحمولة |
| 5 أبريل 2017 – 23 ديسمبر 2017 | هاواي                                    | 68%                                   | 20%                                    | 12%                       | 0.6%                | 163 شخص بالغ   | المعهد العام لأبحاث الأديان | مقابلات على خطوط الهاتف الأرضي ومقابلات على الهواتف المحمولة |
| 5 أبريل 2017 – 23 ديسمبر 2017 | أيداهو                                   | 56%                                   | 32%                                    | 12%                       | 0.6%                | 264 شخص بالغ   | المعهد العام لأبحاث الأديان | مقابلات على خطوط الهاتف الأرضي ومقابلات على الهواتف المحمولة |
| 5 أبريل 2017 – 23 ديسمبر 2017 | إلينوي                                   | 65%                                   | 25%                                    | 10%                       | 0.6%                | 1,387 شخص بالغ | المعهد العام لأبحاث الأديان | مقابلات على خطوط الهاتف الأرضي ومقابلات على الهواتف المحمولة |
| 5 أبريل 2017 – 23 ديسمبر 2017 | إنديانا                                  | 58%                                   | 34%                                    | 8%                        | 0.6%                | 928 شخص بالغ   | المعهد العام لأبحاث الأديان | مقابلات على خطوط الهاتف الأرضي ومقابلات على الهواتف المحمولة |
| 5 أبريل 2017 – 23 ديسمبر 2017 | آيوا                                     | 59%                                   | 33%                                    | 8%                        | 0.6%                | 500 شخص بالغ   | المعهد العام لأبحاث الأديان | مقابلات على خطوط الهاتف الأرضي ومقابلات على الهواتف المحمولة |
| 5 أبريل 2017 – 23 ديسمبر 2017 | كانساس                                   | 57%                                   | 37%                                    | 6%                        | 0.6%                | 372 شخص بالغ   | المعهد العام لأبحاث الأديان | مقابلات على خطوط الهاتف الأرضي ومقابلات على الهواتف المحمولة |
| 5 أبريل 2017 – 23 ديسمبر 2017 | كنتاكي                                   | 51%                                   | 42%                                    | 7%                        | 0.6%                | 559 شخص بالغ   | المعهد العام لأبحاث الأديان | مقابلات على خطوط الهاتف الأرضي ومقابلات على الهواتف المحمولة |
| 5 أبريل 2017 – 23 ديسمبر 2017 | لويزيانا                                 | 48%                                   | 44%                                    | 8%                        | 0.6%                | 578 شخص بالغ   | المعهد العام لأبحاث الأديان | مقابلات على خطوط الهاتف الأرضي ومقابلات على الهواتف المحمولة |
| 5 أبريل 2017 – 23 ديسمبر 2017 | مين                                      | 71%                                   | 25%                                    | 4%                        | 0.6%                | 198 شخص بالغ   | المعهد العام لأبحاث الأديان | مقابلات على خطوط الهاتف الأرضي ومقابلات على الهواتف المحمولة |
| 5 أبريل 2017 – 23 ديسمبر 2017 | ماريلند                                  | 66%                                   | 25%                                    | 9%                        | 0.6%                | 700 شخص بالغ   | المعهد العام لأبحاث الأديان | مقابلات على خطوط الهاتف الأرضي ومقابلات على الهواتف المحمولة |
| 5 أبريل 2017 – 23 ديسمبر 2017 | ماساتشوستس                               | 80%                                   | 13%                                    | 7%                        | 0.6%                | 698 شخص بالغ   | المعهد العام لأبحاث الأديان | مقابلات على خطوط الهاتف الأرضي ومقابلات على الهواتف المحمولة |
| 5 أبريل 2017 – 23 ديسمبر 2017 | ميشيغان                                  | 63%                                   | 29%                                    | 8%                        | 0.6%                | 1,354 شخص بالغ | المعهد العام لأبحاث الأديان | مقابلات على خطوط الهاتف الأرضي ومقابلات على الهواتف المحمولة |
| 5 أبريل 2017 – 23 ديسمبر 2017 | مينيسوتا                                 | 67%                                   | 27%                                    | 6%                        | 0.6%                | 787 شخص بالغ   | المعهد العام لأبحاث الأديان | مقابلات على خطوط الهاتف الأرضي ومقابلات على الهواتف المحمولة |
| 5 أبريل 2017 – 23 ديسمبر 2017 | مسيسيبي                                  | 42%                                   | 48%                                    | 10%                       | 0.6%                | 303 شخص بالغ   | المعهد العام لأبحاث الأديان | مقابلات على خطوط الهاتف الأرضي ومقابلات على الهواتف المحمولة |
| 5 أبريل 2017 – 23 ديسمبر 2017 | ميزوري                                   | 58%                                   | 35%                                    | 7%                        | 0.6%                | 845 شخص بالغ   | المعهد العام لأبحاث الأديان | مقابلات على خطوط الهاتف الأرضي ومقابلات على الهواتف المحمولة |
| 5 أبريل 2017 – 23 ديسمبر 2017 | مونتانا                                  | 57%                                   | 37%                                    | 6%                        | 0.6%                | 195 شخص بالغ   | المعهد العام لأبحاث الأديان | مقابلات على خطوط الهاتف الأرضي ومقابلات على الهواتف المحمولة |
| 5 أبريل 2017 – 23 ديسمبر 2017 | نبراسكا                                  | 54%                                   | 33%                                    | 13%                       | 0.6%                | 285 شخص بالغ   | المعهد العام لأبحاث الأديان | مقابلات على خطوط الهاتف الأرضي ومقابلات على الهواتف المحمولة |
| 5 أبريل 2017 – 23 ديسمبر 2017 | نيفادا                                   | 70%                                   | 23%                                    | 7%                        | 0.6%                | 491 شخص بالغ   | المعهد العام لأبحاث الأديان | مقابلات على خطوط الهاتف الأرضي ومقابلات على الهواتف المحمولة |
| 5 أبريل 2017 – 23 ديسمبر 2017 | نيوهامبشير                               | 73%                                   | 23%                                    | 5%                        | 0.6%                | 181 شخص بالغ   | المعهد العام لأبحاث الأديان | مقابلات على خطوط الهاتف الأرضي ومقابلات على الهواتف المحمولة |
| 5 أبريل 2017 – 23 ديسمبر 2017 | نيوجيرسي                                 | 68%                                   | 23%                                    | 9%                        | 0.6%                | 979 شخص بالغ   | المعهد العام لأبحاث الأديان | مقابلات على خطوط الهاتف الأرضي ومقابلات على الهواتف المحمولة |
| 5 أبريل 2017 – 23 ديسمبر 2017 | نيومكسيكو                                | 63%                                   | 30%                                    | 7%                        | 0.6%                | 304 شخص بالغ   | المعهد العام لأبحاث الأديان | مقابلات على خطوط الهاتف الأرضي ومقابلات على الهواتف المحمولة |
| 5 أبريل 2017 – 23 ديسمبر 2017 | ولاية نيويورك                            | 69%                                   | 24%                                    | 7%                        | 0.6%                | 2,548 شخص بالغ | المعهد العام لأبحاث الأديان | مقابلات على خطوط الهاتف الأرضي ومقابلات على الهواتف المحمولة |
| 5 أبريل 2017 – 23 ديسمبر 2017 | كارولاينا الشمالية                       | 49%                                   | 41%                                    | 10%                       | 0.6%                | 1,385 شخص بالغ | المعهد العام لأبحاث الأديان | مقابلات على خطوط الهاتف الأرضي ومقابلات على الهواتف المحمولة |
| 5 أبريل 2017 – 23 ديسمبر 2017 | داكوتا الشمالية                          | 53%                                   | 35%                                    | 12%                       | 0.6%                | 157 شخص بالغ   | المعهد العام لأبحاث الأديان | مقابلات على خطوط الهاتف الأرضي ومقابلات على الهواتف المحمولة |
| 5 أبريل 2017 – 23 ديسمبر 2017 | أوهايو                                   | 61%                                   | 33%                                    | 6%                        | 0.6%                | 1,524 شخص بالغ | المعهد العام لأبحاث الأديان | مقابلات على خطوط الهاتف الأرضي ومقابلات على الهواتف المحمولة |
| 5 أبريل 2017 – 23 ديسمبر 2017 | أوكلاهوما                                | 53%                                   | 36%                                    | 11%                       | 0.6%                | 434 شخص بالغ   | المعهد العام لأبحاث الأديان | مقابلات على خطوط الهاتف الأرضي ومقابلات على الهواتف المحمولة |
| 5 أبريل 2017 – 23 ديسمبر 2017 | أوريغون                                  | 67%                                   | 25%                                    | 8%                        | 0.6%                | 664 شخص بالغ   | المعهد العام لأبحاث الأديان | مقابلات على خطوط الهاتف الأرضي ومقابلات على الهواتف المحمولة |
| 5 أبريل 2017 – 23 ديسمبر 2017 | بنسيلفانيا                               | 64%                                   | 27%                                    | 9%                        | 0.6%                | 1,792 شخص بالغ | المعهد العام لأبحاث الأديان | مقابلات على خطوط الهاتف الأرضي ومقابلات على الهواتف المحمولة |
| 5 أبريل 2017 – 23 ديسمبر 2017 | رود آيلاند                               | 78%                                   | 17%                                    | 5%                        | 0.6%                | 164 شخص بالغ   | المعهد العام لأبحاث الأديان | مقابلات على خطوط الهاتف الأرضي ومقابلات على الهواتف المحمولة |
| 5 أبريل 2017 – 23 ديسمبر 2017 | كارولاينا الجنوبية                       | 53%                                   | 37%                                    | 10%                       | 0.6%                | 608 شخص بالغ   | المعهد العام لأبحاث الأديان | مقابلات على خطوط الهاتف الأرضي ومقابلات على الهواتف المحمولة |
| 5 أبريل 2017 – 23 ديسمبر 2017 | داكوتا الجنوبية                          | 52%                                   | 37%                                    | 11%                       | 0.6%                | 165 شخص بالغ   | المعهد العام لأبحاث الأديان | مقابلات على خطوط الهاتف الأرضي ومقابلات على الهواتف المحمولة |
| 5 أبريل 2017 – 23 ديسمبر 2017 | تينيسي                                   | 46%                                   | 45%                                    | 9%                        | 0.6%                | 808 شخص بالغ   | المعهد العام لأبحاث الأديان | مقابلات على خطوط الهاتف الأرضي ومقابلات على الهواتف المحمولة |
| 5 أبريل 2017 – 23 ديسمبر 2017 | تكساس                                    | 55%                                   | 34%                                    | 11%                       | 0.6%                | 2,813 شخص بالغ | المعهد العام لأبحاث الأديان | مقابلات على خطوط الهاتف الأرضي ومقابلات على الهواتف المحمولة |
| 5 أبريل 2017 – 23 ديسمبر 2017 | يوتا                                     | 54%                                   | 38%                                    | 8%                        | 0.6%                | 370 شخص بالغ   | المعهد العام لأبحاث الأديان | مقابلات على خطوط الهاتف الأرضي ومقابلات على الهواتف المحمولة |
| 5 أبريل 2017 – 23 ديسمبر 2017 | فيرمونت                                  | 80%                                   | 16%                                    | 4%                        | 0.6%                | 168 شخص بالغ   | المعهد العام لأبحاث الأديان | مقابلات على خطوط الهاتف الأرضي ومقابلات على الهواتف المحمولة |
| 5 أبريل 2017 – 23 ديسمبر 2017 | فرجينيا                                  | 60%                                   | 32%                                    | 8%                        | 0.6%                | 1,120 شخص بالغ | المعهد العام لأبحاث الأديان | مقابلات على خطوط الهاتف الأرضي ومقابلات على الهواتف المحمولة |
| 5 أبريل 2017 – 23 ديسمبر 2017 | ولاية واشنطن                             | 73%                                   | 21%                                    | 6%                        | 0.6%                | 1,036 شخص بالغ | المعهد العام لأبحاث الأديان | مقابلات على خطوط الهاتف الأرضي ومقابلات على الهواتف المحمولة |
| 5 أبريل 2017 – 23 ديسمبر 2017 | فيرجينيا الغربية                         | 48%                                   | 45%                                    | 7%                        | 0.6%                | 282 شخص بالغ   | المعهد العام لأبحاث الأديان | مقابلات على خطوط الهاتف الأرضي ومقابلات على الهواتف المحمولة |
| 5 أبريل 2017 – 23 ديسمبر 2017 | ويسكونسن                                 | 66%                                   | 26%                                    | 6%                        | 0.6%                | 855 شخص بالغ   | المعهد العام لأبحاث الأديان | مقابلات على خطوط الهاتف الأرضي ومقابلات على الهواتف المحمولة |
| 5 أبريل 2017 – 23 ديسمبر 2017 | وايومنغ                                  | 62%                                   | 30%                                    | 8%                        | 0.6%                | 170 شخص بالغ   | المعهد العام لأبحاث الأديان | مقابلات على خطوط الهاتف الأرضي ومقابلات على الهواتف المحمولة |
| 5 أبريل 2017 – 23 ديسمبر 2017 | واشنطن العاصمة                           | 78%                                   | 17%                                    | 4%                        | 0.6%                | 799 شخص بالغ   | المعهد العام لأبحاث الأديان | مقابلات على خطوط الهاتف الأرضي ومقابلات على الهواتف المحمولة |

### تبعًا للمنطقة الحضرية
| تاريخ/تواريخ الإجراء           | المنطقة الحضرية     | يؤيدون تشريع زواج المثليين في ولايتهم | يعارضون تشريع زواج المثليين في ولايتهم | لا يعلمون / رفضوا الإجابة | هامش الخطأ الإحصائي | العينة         | الجهة المٌستطلعة             | نوع الاستطلاع                                                |
| ------------------------------ | ------------------- | ------------------------------------- | -------------------------------------- | ------------------------- | ------------------- | -------------- | --------------------------- | ------------------------------------------------------------ |
| April 5, 2017 – 23 ديسمبر 2017 | أتلانتا             | 57%                                   | 33%                                    | 10%                       | 0.6%                | 631 شخص بالغ   | المعهد العام لأبحاث الأديان | مقابلات على خطوط الهاتف الأرضي ومقابلات على الهواتف المحمولة |
| April 5, 2017 – 23 ديسمبر 2017 | بوسطن               | 82%                                   | 11%                                    | 7%                        | 0.6%                | 445 شخص بالغ   | المعهد العام لأبحاث الأديان | مقابلات على خطوط الهاتف الأرضي ومقابلات على الهواتف المحمولة |
| April 5, 2017 – 23 ديسمبر 2017 | تشارلوت             | 55%                                   | 37%                                    | 8%                        | 0.6%                | 290 شخص بالغ   | المعهد العام لأبحاث الأديان | مقابلات على خطوط الهاتف الأرضي ومقابلات على الهواتف المحمولة |
| April 5, 2017 – 23 ديسمبر 2017 | شيكاغو              | 68%                                   | 22%                                    | 10%                       | 0.6%                | 970 شخص بالغ   | المعهد العام لأبحاث الأديان | مقابلات على خطوط الهاتف الأرضي ومقابلات على الهواتف المحمولة |
| April 5, 2017 – 23 ديسمبر 2017 | سينسيناتي           | 60%                                   | 34%                                    | 6%                        | 0.6%                | 306 شخص بالغ   | المعهد العام لأبحاث الأديان | مقابلات على خطوط الهاتف الأرضي ومقابلات على الهواتف المحمولة |
| April 5, 2017 – 23 ديسمبر 2017 | كليفلاند            | 69%                                   | 25%                                    | 6%                        | 0.6%                | 268 شخص بالغ   | المعهد العام لأبحاث الأديان | مقابلات على خطوط الهاتف الأرضي ومقابلات على الهواتف المحمولة |
| April 5, 2017 – 23 ديسمبر 2017 | كولومبوس            | 60%                                   | 33%                                    | 7%                        | 0.6%                | 246 شخص بالغ   | المعهد العام لأبحاث الأديان | مقابلات على خطوط الهاتف الأرضي ومقابلات على الهواتف المحمولة |
| April 5, 2017 – 23 ديسمبر 2017 | دالاس               | 54%                                   | 36%                                    | 10%                       | 0.6%                | 710 شخص بالغ   | المعهد العام لأبحاث الأديان | مقابلات على خطوط الهاتف الأرضي ومقابلات على الهواتف المحمولة |
| April 5, 2017 – 23 ديسمبر 2017 | دنفر                | 71%                                   | 19%                                    | 10%                       | 0.6%                | 297 شخص بالغ   | المعهد العام لأبحاث الأديان | مقابلات على خطوط الهاتف الأرضي ومقابلات على الهواتف المحمولة |
| April 5, 2017 – 23 ديسمبر 2017 | ديترويت             | 67%                                   | 26%                                    | 7%                        | 0.6%                | 539 شخص بالغ   | المعهد العام لأبحاث الأديان | مقابلات على خطوط الهاتف الأرضي ومقابلات على الهواتف المحمولة |
| April 5, 2017 – 23 ديسمبر 2017 | هيوستن              | 55%                                   | 30%                                    | 15%                       | 0.6%                | 584 شخص بالغ   | المعهد العام لأبحاث الأديان | مقابلات على خطوط الهاتف الأرضي ومقابلات على الهواتف المحمولة |
| April 5, 2017 – 23 ديسمبر 2017 | إنديانابوليس        | 64%                                   | 30%                                    | 6%                        | 0.6%                | 285 شخص بالغ   | المعهد العام لأبحاث الأديان | مقابلات على خطوط الهاتف الأرضي ومقابلات على الهواتف المحمولة |
| April 5, 2017 – 23 ديسمبر 2017 | كانساس سيتي         | 62%                                   | 31%                                    | 7%                        | 0.6%                | 279 شخص بالغ   | المعهد العام لأبحاث الأديان | مقابلات على خطوط الهاتف الأرضي ومقابلات على الهواتف المحمولة |
| April 5, 2017 – 23 ديسمبر 2017 | لاس فيغاس           | 70%                                   | 23%                                    | 7%                        | 0.6%                | 360 شخص بالغ   | المعهد العام لأبحاث الأديان | مقابلات على خطوط الهاتف الأرضي ومقابلات على الهواتف المحمولة |
| April 5, 2017 – 23 ديسمبر 2017 | لوس أنجلوس          | 65%                                   | 25%                                    | 12%                       | 0.6%                | 1,176 شخص بالغ | المعهد العام لأبحاث الأديان | مقابلات على خطوط الهاتف الأرضي ومقابلات على الهواتف المحمولة |
| April 5, 2017 – 23 ديسمبر 2017 | ميامي               | 63%                                   | 25%                                    | 12%                       | 0.6%                | 618 شخص بالغ   | المعهد العام لأبحاث الأديان | مقابلات على خطوط الهاتف الأرضي ومقابلات على الهواتف المحمولة |
| April 5, 2017 – 23 ديسمبر 2017 | ميلواكي             | 68%                                   | 25%                                    | 7%                        | 0.6%                | 222 شخص بالغ   | المعهد العام لأبحاث الأديان | مقابلات على خطوط الهاتف الأرضي ومقابلات على الهواتف المحمولة |
| April 5, 2017 – 23 ديسمبر 2017 | منيابولس سانت بول   | 73%                                   | 23%                                    | 5%                        | 0.6%                | 474 شخص بالغ   | المعهد العام لأبحاث الأديان | مقابلات على خطوط الهاتف الأرضي ومقابلات على الهواتف المحمولة |
| April 5, 2017 – 23 ديسمبر 2017 | ناشفيل              | 52%                                   | 39%                                    | 9%                        | 0.6%                | 182 شخص بالغ   | المعهد العام لأبحاث الأديان | مقابلات على خطوط الهاتف الأرضي ومقابلات على الهواتف المحمولة |
| April 5, 2017 – 23 ديسمبر 2017 | مدينة نيويورك       | 69%                                   | 23%                                    | 8%                        | 0.6%                | 2,314 شخص بالغ | المعهد العام لأبحاث الأديان | مقابلات على خطوط الهاتف الأرضي ومقابلات على الهواتف المحمولة |
| April 5, 2017 – 23 ديسمبر 2017 | أورلاندو            | 64%                                   | 26%                                    | 10%                       | 0.6%                | 242 شخص بالغ   | المعهد العام لأبحاث الأديان | مقابلات على خطوط الهاتف الأرضي ومقابلات على الهواتف المحمولة |
| April 5, 2017 – 23 ديسمبر 2017 | فيلادلفيا           | 69%                                   | 21%                                    | 10%                       | 0.6%                | 805 شخص بالغ   | المعهد العام لأبحاث الأديان | مقابلات على خطوط الهاتف الأرضي ومقابلات على الهواتف المحمولة |
| April 5, 2017 – 23 ديسمبر 2017 | فينيكس              | 62%                                   | 30%                                    | 8%                        | 0.6%                | 501 شخص بالغ   | المعهد العام لأبحاث الأديان | مقابلات على خطوط الهاتف الأرضي ومقابلات على الهواتف المحمولة |
| April 5, 2017 – 23 ديسمبر 2017 | بيتسبرغ             | 69%                                   | 25%                                    | 6%                        | 0.6%                | 372 شخص بالغ   | المعهد العام لأبحاث الأديان | مقابلات على خطوط الهاتف الأرضي ومقابلات على الهواتف المحمولة |
| April 5, 2017 – 23 ديسمبر 2017 | بورتلاند            | 72%                                   | 23%                                    | 5%                        | 0.6%                | 347 شخص بالغ   | المعهد العام لأبحاث الأديان | مقابلات على خطوط الهاتف الأرضي ومقابلات على الهواتف المحمولة |
| April 5, 2017 – 23 ديسمبر 2017 | سان فرانسيسكو       | 76%                                   | 17%                                    | 7%                        | 0.6%                | 472 شخص بالغ   | المعهد العام لأبحاث الأديان | مقابلات على خطوط الهاتف الأرضي ومقابلات على الهواتف المحمولة |
| April 5, 2017 – 23 ديسمبر 2017 | سياتل               | 80%                                   | 13%                                    | 7%                        | 0.6%                | 464 شخص بالغ   | المعهد العام لأبحاث الأديان | مقابلات على خطوط الهاتف الأرضي ومقابلات على الهواتف المحمولة |
| April 5, 2017 – 23 ديسمبر 2017 | سانت لويس           | 62%                                   | 30%                                    | 8%                        | 0.6%                | 422 شخص بالغ   | المعهد العام لأبحاث الأديان | مقابلات على خطوط الهاتف الأرضي ومقابلات على الهواتف المحمولة |
| April 5, 2017 – 23 ديسمبر 2017 | تامبا-سانت بيترسبرغ | 58%                                   | 30%                                    | 12%                       | 0.6%                | 402 شخص بالغ   | المعهد العام لأبحاث الأديان | مقابلات على خطوط الهاتف الأرضي ومقابلات على الهواتف المحمولة |
| April 5, 2017 – 23 ديسمبر 2017 | واشنطن العاصمة      | 69%                                   | 22%                                    | 9%                        | 0.6%                | 799 شخص بالغ   | المعهد العام لأبحاث الأديان | مقابلات على خطوط الهاتف الأرضي ومقابلات على الهواتف المحمولة |